# ماتسودایرا ناریتامی
ماتسودایرا ناریتامی (به ژاپنی: 松平 斉民 Matsudaira Naritami); ۱۲ سپتامبر ۱۸۱۴ – ۲۳ مارس ۱۸۹۱, سن ۷۶) دایمیو، سیاستمدار اهل ژاپن در دوره ادو بود.